# مات ديفيز
مات ديفيز (بالإنجليزية: Matt Davies)‏ هو صحفي بريطاني، ولد في 1966 في لندن في المملكة المتحدة.